# Heterotòpia (medicina)

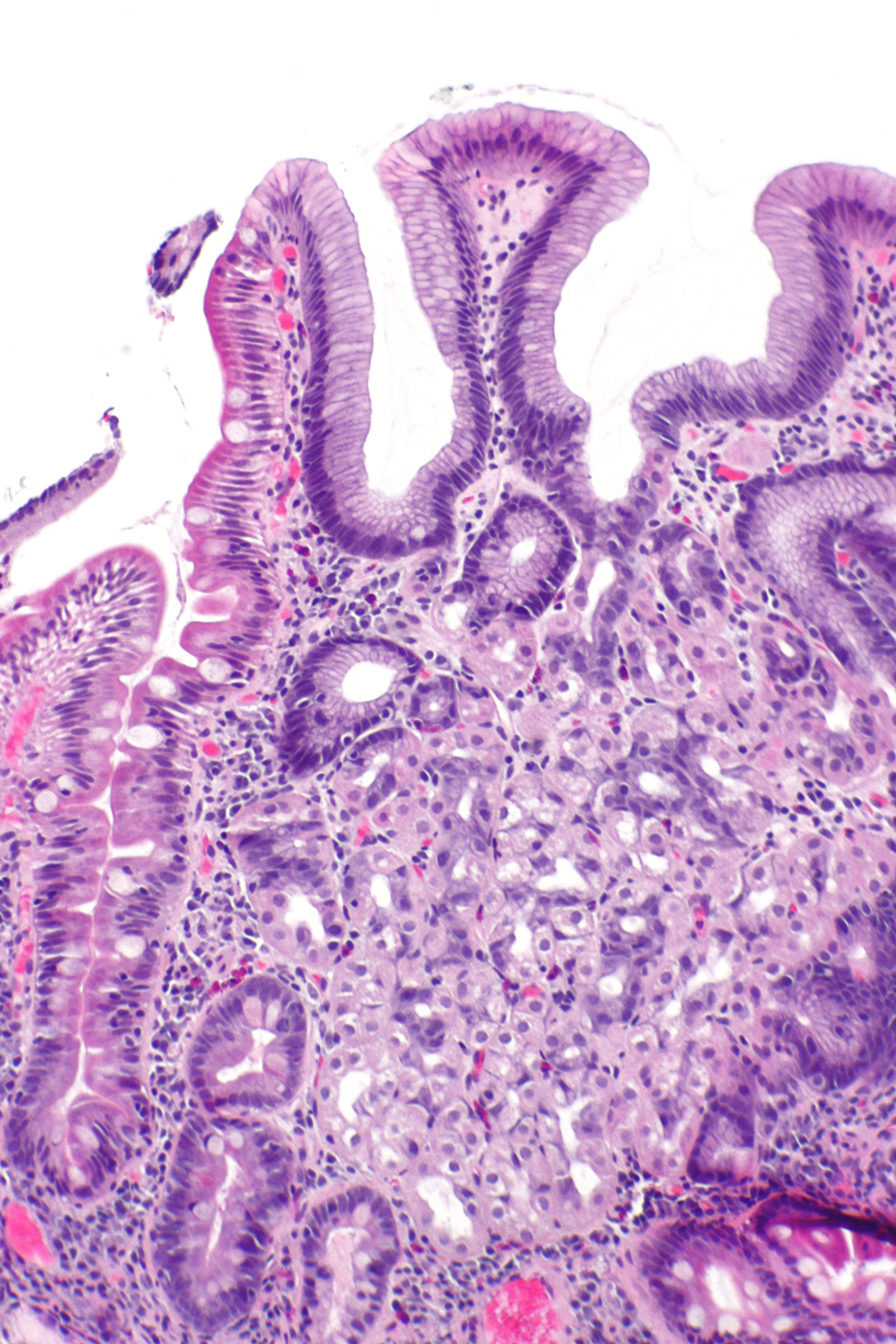
Micrografia que mostra una heterotòpia gàstrica (2/3 parts de la dreta) al duodè. Tinció d'HE

En medicina, l'heterotòpia és la presència d'un determinat tipus de teixit en un lloc no fisiològic, però que sol coexistir amb el teixit original en la seva ubicació anatòmica correcta. En altres paraules, implica teixit ectòpic, a més de la retenció del tipus de teixit original.

## Exemples
En neuropatologia, per exemple, l'heterotòpia de substància grisa és la presència de substància grisa dins la substància blanca cerebral o els ventricles. L’heterotòpia dins del cervell es divideix sovint en tres grups: heterotòpia subependimària, heterotòpia cortical focal i heterotòpia de banda. Un altre exemple és el diverticle de Meckel, que pot contenir teixit gàstric o pancreàtic heterotòpic.